# Delia atrifrons
Delia atrifrons este o specie de muște din genul Delia, familia Anthomyiidae, descrisă de Fan în anul 1982. Conform Catalogue of Life specia Delia atrifrons nu are subspecii cunoscute.